# Бидар (округ)
Бидар (канн. ಬೀದರ್; англ. Bidar) — округ в индийском штате Карнатака. Административный центр — город Бидар. Площадь округа — 5448 км². По данным всеиндийской переписи 2001 года население округа составляло 1 502 373 человека. Уровень грамотности взрослого населения составлял 60,9 %, что немного выше среднеиндийского уровня (59,5 %). Доля городского населения составляла 23 %.

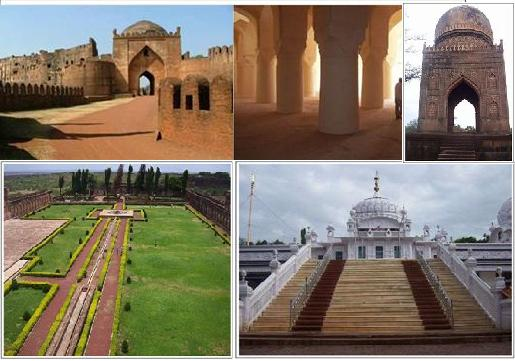
Исторические памятники Бидара.